# Mikrobiom

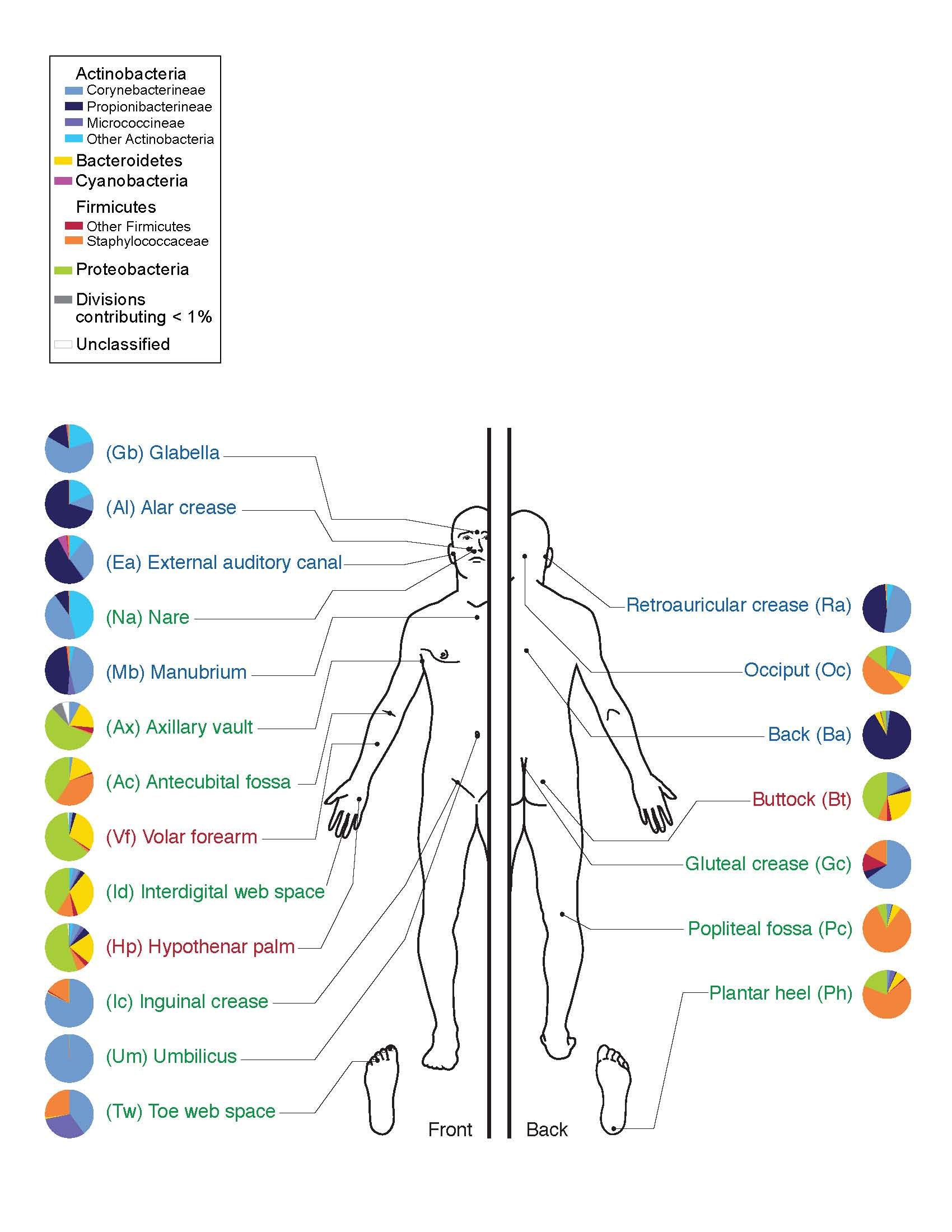
Az emberi test bőrének mikrobiomja és a rajta uralkodó baktérium fajok megoszlása testtájanként.

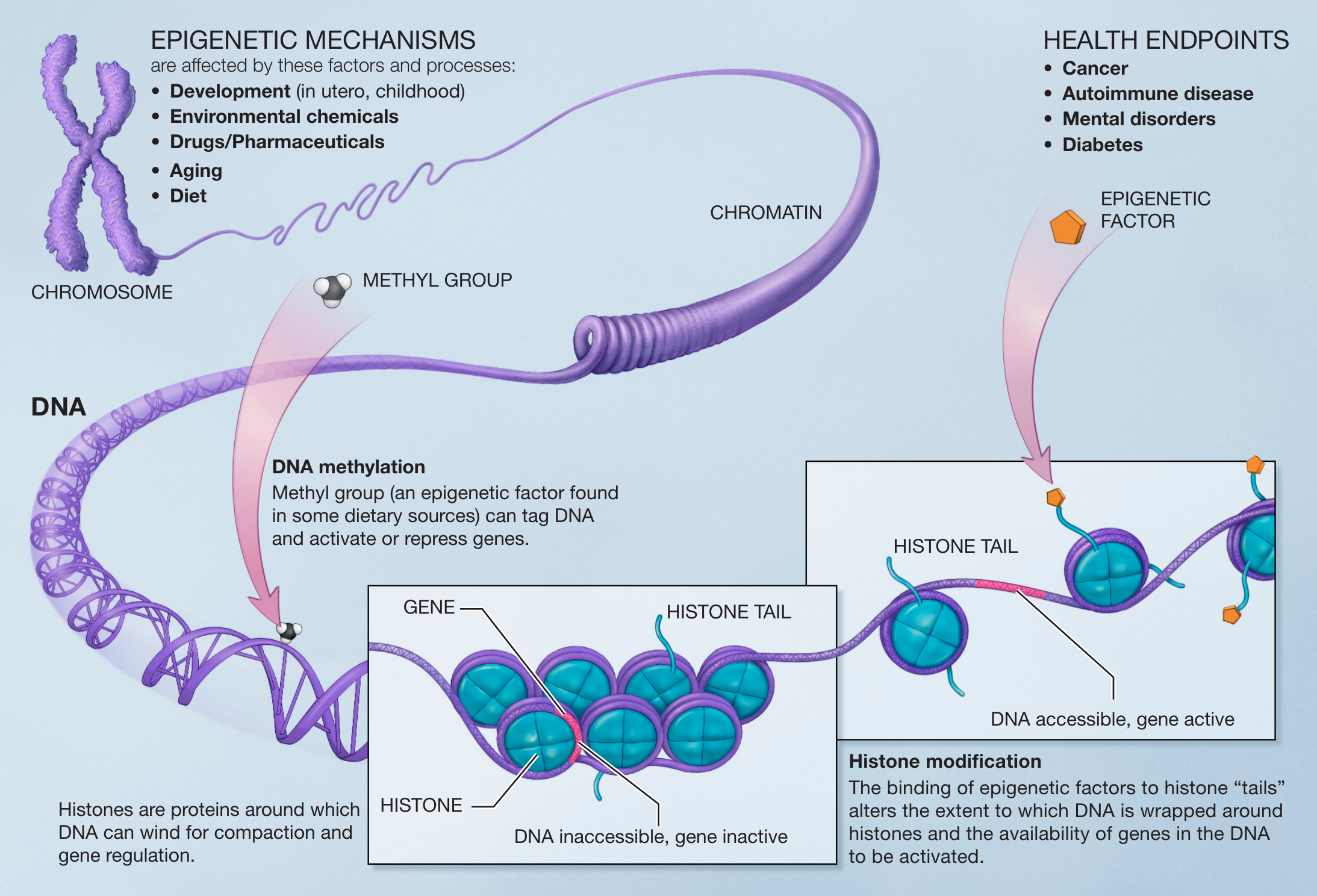
Epigenetikai mechanizmusok.

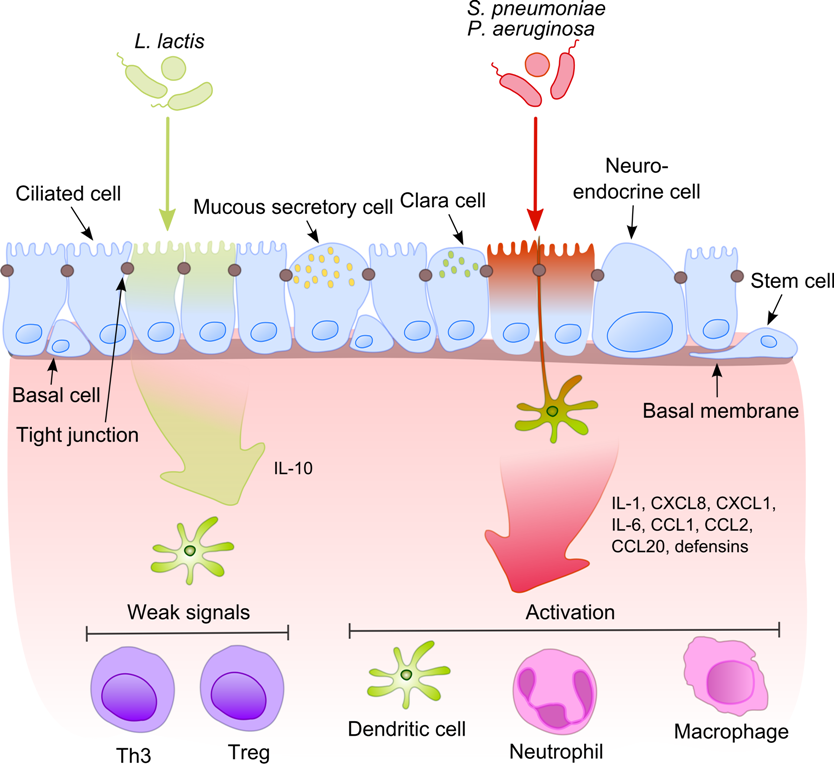
A tüdő mikrobiomja. Kommenzális vs patogén mechanizmusok, a COPD patomechanizmusa.

A mikrobiom az emberi testben élő kommenzalista, szimbionta és patogén mikroorganizmusok alkotta ökológiai rendszer. A mikrobiom a mikrobák (mikrobioták) összessége, amelyek velünk, bennünk, rajtunk élnek, táplálnak, védenek, valamint időnként kihasználnak minket. Az emberi szervezetet a humán sejtekből összeállt szövetek és szervek alkotják olyan szerveződést követve, amelynek során közös ökoszisztémát alkotnak a szervezetünkben élő mikrobákkal, azaz a mikrobiommal. Az ide tartozó baktériumok, vírusok, gombák részt vesznek az emberi szervezet integritást biztosító határok védelmében, nélkülözhetetlen anyagokat állítanak elő és megakadályozzák idegen (és betegséget okozó) mikroorganizmusok tartós megtelepedését.
A kifejezést Joshua Lederberg amerikai kutató alkotta meg, aki az emberi testben helyet foglaló mikroorganizmusok életműködésekre és betegségekre gyakorolt hatásának fontossága mellett érvelt. Sok tudományos cikkben megkülönböztetik a „mikrobiomot” és a „mikrobiótát” attól függően, hogy az egy környezeti niche-ben helyet foglaló mikroorganizmusok kollektív genomjaira vagy magukra a mikroorganizmusokra kívánnak utalni. Ezeket a kifejezéseket azonban nagyrészt szinonimaként kezelik.
Az emberi test több mint tízszer annyi mikrobiális sejtet tartalmaz, mint emberi sejtet, bár a teljes mikrobióta össztömege csak 200 gramm körüli, bár egyes becslések ezt akár 1400 grammra is tehetik. Emberben, a 1015–1016
nagyságrendben, tehát testi sejtjeink számához (körülbelül 1014) képest jelentős túlsúlyban testünkben élő mikroorganizmusok az egészséges homeosztatikus egyensúly fontos epigenetikai elemét jelentik. Különféle betegségek esetén a patomechanizmus lényeges része ennek az egyensúlynak a megbomlása. Napjainkban egyre több kutatás számol be a mikrobiom jelentőségéről egészségben és betegségben egyaránt, bár legtöbbször nem tisztázott még, hogy okról vagy következményről van-e szó. A mikrobiom biológiai jelentőségét felismerve elkerülhetetlen az elterjedt antibiotikum-használat alapvető átértékelése.
Vannak, akik „újonnan felfedezett szerv”-ként tekintenek a mikrobiomra, mivel létezését az 1990-es évek végéig nem ismerték fel általánosan, és jelenleg úgy gondolják, döntő hatással van az emberi egészségre. A mikrobák megtalálása a modern molekuláris genetikai módszerekkel vált lehetővé, hiszen nagy részük a jelenlegi technikákkal nem tenyészthető ki laboratóriumi környezetben. Úgy gondolják, kapcsolatba hozhatók autoimmun betegségekkel, mint a cukorbetegség, reumás ízületi gyulladás, izomsorvadás, sclerosis multiplex, fibromyalgia és talán a rák néhány fajtája. Az elhízást is elősegítheti a bélflórában található nem optimális mikrobakeverék. Tekintve, hogy a testünkben található mikrobák befolyásolhatják a neurotranszmitterek (ingerületátvivő anyagok) termelését, megértésükkel közelebb juthatunk a szkizofrénia, depresszió, bipoláris zavar és más neurokémiai egyensúlyzavarok gyógyításához.
A mikrobiomok létezése más környezetekben is megfigyelhető, például a talajban, tengervízi és édesvízi rendszerekben. Úgy gondolják, hogy az endoszimbionta elmélet először komplexebb élőlények létrejöttéhez vezetett, és az endoszimbiózis továbbra is alapvető szerepet kap az élőlények evolúciójában és új niche-ek elfoglalásában. A szóba jövő mikrobák nagy része nem patogén (nem okoz betegséget, csak ha túlságosan elszaporodik), hanem harmóniában és szimbiózisban él gazdaszervezetével.
A kutatók úgy találták, hogy az emberi szervezet mikrobapopulációjának nagy része nem a baktériumok, hanem a nagyon ősi archeákhoz tartozik.

## Bevezetés

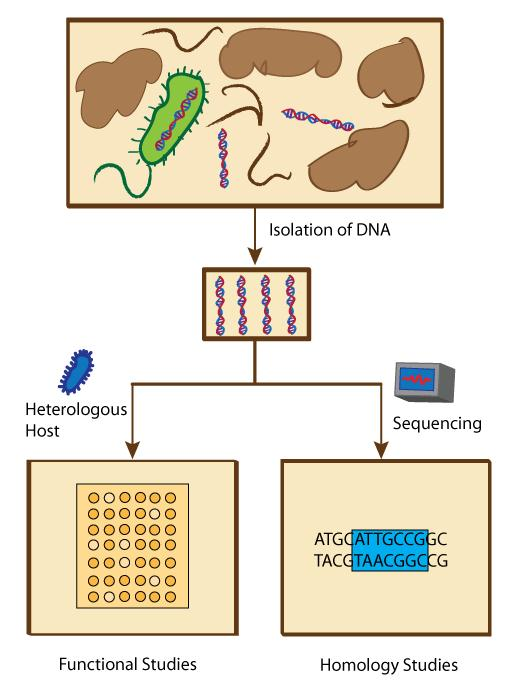
Metagenomikai módszerek áttekintése.

A mikroorganizmusokat gyakran a betegségekkel hozzuk kapcsolatba. A növények és az állatok, az egysejtűektől az emberig, szoros együttműködésben élnek a mikroorganizmusokkal, vagyis az emberi mikrobiommal.
Egészen a közelmúltig a növények és az állatok kölcsönhatását a mikrobák világával már viszonylag jól definiálták a betegségeik összefüggésében, azonban kis számú szimbiotikus esettanulmány készült ezekről. Az élő szervezetek nem élnek elszigetelten, hanem komplex közösségek keretében fejlődnek.
Számtalan kutatást vezérelt új irányba ez a felfogás, amely magában foglalja az aktuális képességet abban, hogy genomikai és génexpressziós elemzéseket hajtanak végre egysejtűeken, sőt a teljes mikrobaközösségeken, az új tudományágban a metagenomikában és metatranszkriptonomikában, valamint ezekről készült adatbázisok lehetővé teszik az információkat a kutatók számára egyszerre több tudományágban, valamint a matematikai analízis módszerei segítik értelmezni ezen komplex adathalmazokat. Egyre inkább nyilvánvaló, hogy a mikrobák egy jelentős része határozza meg a szervezet fenotípusát, messze túl az alkalmi szimbiotikus esettanulmányokon.

## Mikrobiom kutatásának története
- 1796: E. Jenner védőoltás, vakcina
- 1800-as évek vége (Koch –anthrax)
- Tenyésztés, izolálás, azonosítás biokémiai próbákkal
- 1977: Filogenetikai szerkezete a prokarióta domaineknek: az elsődleges királyság. Woese CR, Fox GE
- 1986: Archaebakteriális törzsfejlődés: perspektívák Woese CR, Olsen GJ
- 1987: 16 S rRNS szekvenálás – 1500 baktérium azonosítása; 11 bakteriális phyla; a riboszóma, különösen RNS-ei, kivételesen konzerváltak maradtak az evolúció során. Valamennyi (ma élő és már kihalt) élőlény egyetlen családfába rendezhető, ha riboszómális RNS-einek szekvenciájában található eltéréseket vesszük alapul.
- 2001: Joshua Lederberg – mikrobiota fogalma; jelentősége van a kommenzális, szimbióta és patogén mikróbák közösségének, akikkel közösen bírjuk a testünket[12]
- 2004: Bergey's, főleg a 16S rRNS - analízis eredményein alapul; Szekvenálás technikájának fejlődése 3000 komplett bakteriális genom
- 2006: Bélflóra „Új szerv” O’Hara
- 2007 - 2015: Humán Mikrobiom Projekt (HMP) - a NIH, az Egyesült Államok Nemzeti Egészségügyi Hivatala (az orvosi- és biológiai kutatásokat koordináló egyik intézménye) hirdette meg
- 2012: 35 phyla; 1014 mikróba; Új pre/probiotikumok
- 2013: Széklettranszplantáció - Van Nood N et.
- 2014: Humán mikrobiom terápia

## Esettanulmányok
A kapcsolat a mikrobiom és a gazda egészségi állapota között még mindig kevéssé ismert, és további kutatásokra van szükség, hogy jobban megértsük ezt a viszonylag új területet.

### Esettanulmányok emberen

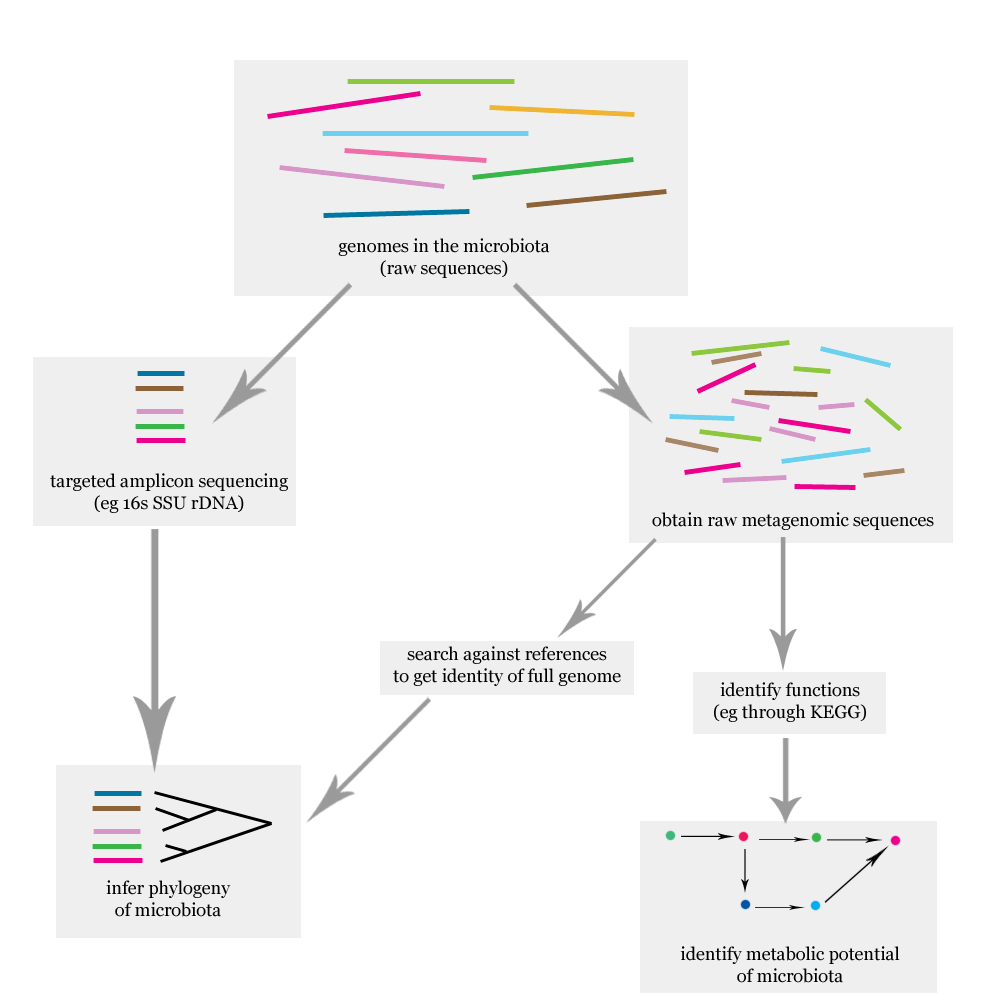
Mikrobiom analízis. Célzott vs. puskalövés szerű szekvenálása a metagenomnak.

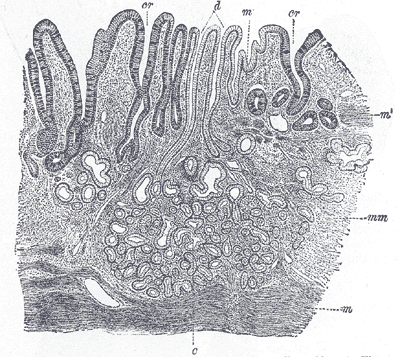
A gyomor nyálkahártyája, amely (itt egy mikroszkópos keresztmetszeti nézet) otthona néhány mikroorganizmusnak, annak ellenére, hogy szélsőséges a gyomor savas miliője. Az egyik ilyen baktérium faj (Helicobacter pylori) szerepet játszik a gyomor- és nyombél-fekély kialakulásában.

- Közönséges szekvenálása a teljes bélflóra kövér és sovány ikrek esetében jelentős különbségeket mutatnak. A teljes népesség-szekvenciát analizálva meghatározták a szintjeit a részt vevő enzimek, szénhidrátok, lipidek és aminosavak anyagcseréjének.

Az elhízással együtt jár a törzs szintű különbségeik a mikrobiótákban, a bakteriális sokféleség szignifikánsan csökkent, és növekedett a populációban az enzimek termelése, amely fokozott hatékonyságot eredményez a kalóriatartalmú étrend esetében, elhízott ikreknél.
- Az I-es típusú diabétesz egy autoimmun betegség, amely korrelál sokféle hajlamosító tényezővel, többek között egy aberráns bél mikrobiótával, szivárgó bél nyálkahártya-felületen, és a belső különbségekkel az immunválaszban. Különböző állatmodellekben kimutatták a cukorbetegség kialakulásának kezdetén a baktériumok szerepét.

Közönséges DNS szekvenálása a bélflórának egészséges és autoimmun gyerekek összehasonlítása esetén azt mutatták, hogy az autoimmun gyermekek viszonylag instabil bél ökoszisztémájában jelentősen csökkent a fajok sokféleségének szintje, és a populációk nagyszabású cseréjét mutatták Firmicutes fajok és Bacteroidetes fajok között.
- Enterotípusok alakulnak ki a mikrobiomon belül. A mikrobiomon belül egyes baktériumfajok dominálnak, mások igen kis egyedszámmal fordulnak csak elő. A mikrobiom ezernyiféle élőlénye között is kialakulnak szövetségesek és ellenségek. Ezekre a viszonyokra egy-két éve derült fény. Meglepő módon, az emberi mikrobiomban három „szövetségi rendszer”, úgynevezett enterotípus egyike szokott kialakulni: vagy a Prevotellák, vagy a Bacteroidesek, vagy a Ruminococcus fajok dominanciájával.

Ezek szövetségeseikkel (például Bacteroides-Lactobacillus-Clostridiales-Alkaliphilus-Slackia) gátolják a többiek térnyerését. A Bacteroides uralta enterotípus előnyös, mert ezek a komplex szénhidrátok bontásával rengeteg savat termelnek, az egyszerű szénhidrátokat kedvelő Prevotella vezette szövetség viszont komoly kárt okozhat az epithelt védő mucin elbontásával, csimpánzokban is hasonló enterotípusok fordulnak elő.
Az egyes enterotípusoknak az egészségre gyakorolt hatását számos kutatócsoport vizsgálja. Előzetes, kevéssé megbízható adatok mutatnak például a Prevotella hajlamosító szerepére I-es típusú cukorbetegségben, vagy a Clostridium sporogenes védőhatására az Alzheimer-kórral szemben.
- Ha valaki megfertőződik, a betegség lefolyása alatt a szervezetében elszaporodnak a kórokozók sejtjei, és a fertőzéstől függően, különféle utakon távozhatnak a szervezetből azért, hogy egy másik egyedbe behatolva új fertőzést hozzanak létre. A támadásokkal szemben szervezetünk védekező rendszerei bonyolult és összetett módon reagálnak. Természetes határok a testfelületek, ezek fizikai épsége megnehezíti az idegen mikrobák betörését.

A határoknak kémiai védelmet adnak a különböző váladékok antibakteriális anyagai (a faggyú, a peroxidációra képes zsírsavak, a só viszonylag magas koncentrációja, a savas kémhatás). Biológiai védelem a normális mikroba flóra hatalmas sejttömege, amelynek egészséges egyensúlya esetén alig van betölthető niche, biológiai élettér a kórokozó baktériumok számára. A normális mikrobiomot károsodás esetén nehéz regenerálni, ami a fertőzések számának növekedését okozhatja. A T-helper 17 sejtek (Th17) biológiája generálta érdeklődésnek köszönhetően kulcsfontosságú szerepet játsszanak a gyulladásos folyamatokban.
A túlzott mennyiségű Th17 sejtekről úgy gondolják, hogy fontos szerepet játsszanak az autoimmun betegségek kialakulásában, mint például a sclerosis multiplex, a pszoriázis, a fiatalkori cukorbetegség, a reumás ízületi gyulladás, a Crohn-betegség, és az autoimmun uveitis. Azt fedezték fel, hogy a Th17 sejtek irányítják a specifikus mikrobiota rendszer biológiai differenciálódást a vékonybél sejtek nyálkahártyájában.

### Állatkísérletek

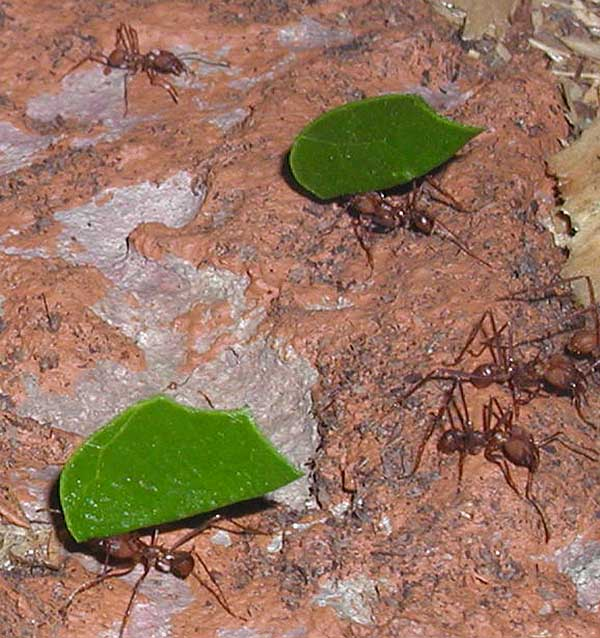
Levélvágó-hangyák

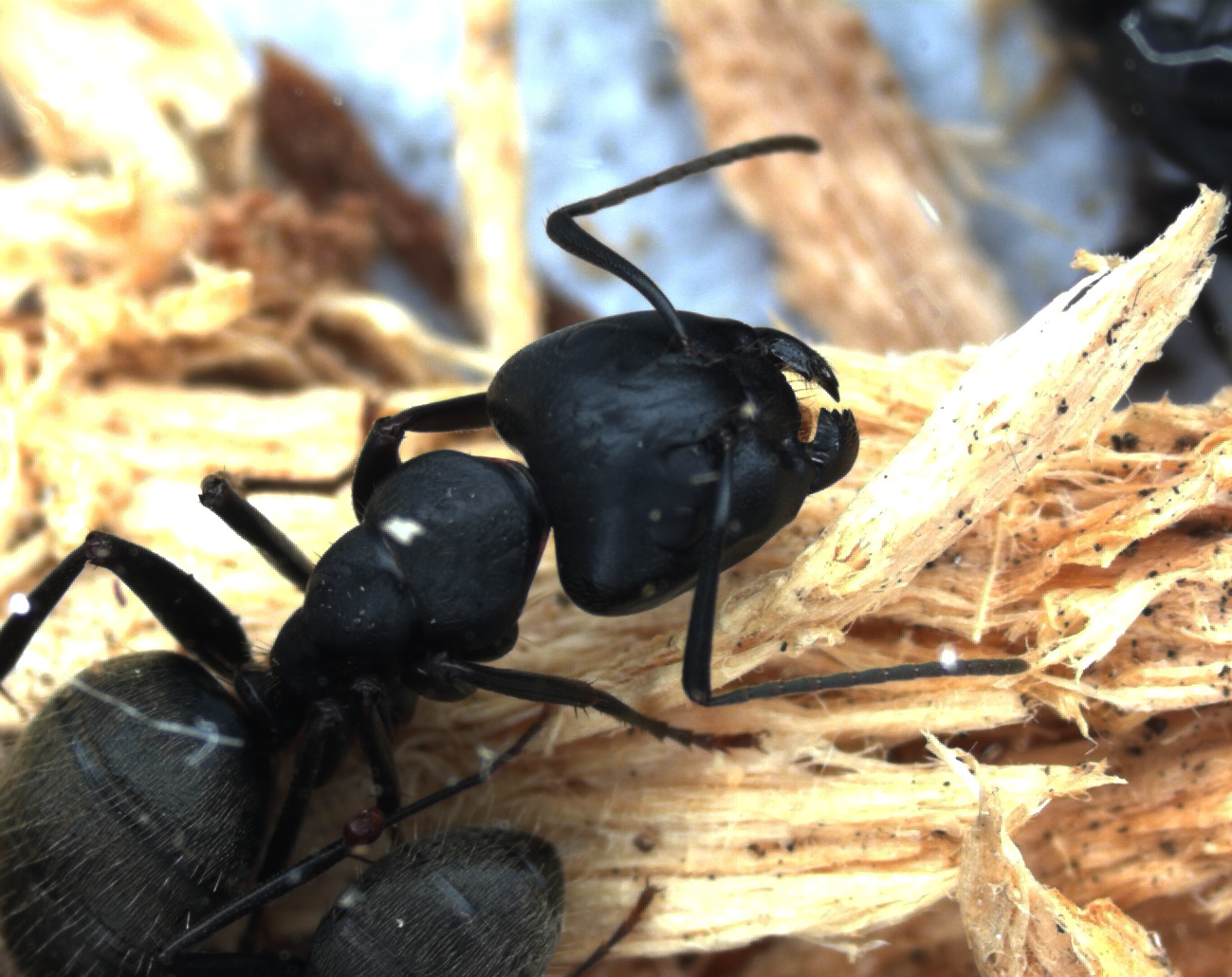
Camponotus pennsylvanicus ad otthont a mutualista bakteriális endoszimbionta Blochmanniának.

- A kétéltű populáció világméretű csökkenése már jól ismert. Az élőhelyek elvesztése és a túlzott fogyasztásuk a problémák része, de úgy tűnik, sok más folyamat adja a kutatómunkák fő részét. A chytridiomycosis, virulens gombás betegség terjedése is rejtély.
- A levélvágó hangyák alkotják a hatalmas, föld alatti telepek millióit, minden betakarítás több száz kilogramm levelet jelent minden évben a hangyáknak, ám képtelenek megemészteni a cellulózt, amit a levelek tartalmaznak. Azt állítják a gombakolóniák elsődleges táplálékforrása. A gombák nem képesek megemészteni a cellulózt. Ehelyett egy mikroba közösség sokféleségét alkotó baktériumok sokasága felelős a cellulóz emésztéséért. Elemezve a mikrobapopuláció genom összetételét metagenom szekvenálási módszerrel, számos gén jelenlétét mutatták ki, amely szerepet játszik a cellulóz emésztésében. Ez a megjósolt mikrobiom szénhidrát-bontó enzim profil hasonló a szarvasmarha bendőjében lévőben, de a fajok összetétele szinte teljesen eltérő.
- A Camponotus pennsylvanicus ad otthont a mutualista bakteriális endoszimbionta Blochmanniának. Mint minden faj, a hangyák Camponotus nemzetsége, a fán fészkelő C. pennsylvanicus rendelkezik egy obligát bakteriális endoszimbiontával a Blochmanniával. A kis genommal rendelkező Blochmannia megtartja a gének bioszintetizáláshoz az esszenciális aminosavakat és más tápanyagok, ami arra utal, hogy a baktérium szerepet játszik a hangya táplálkozásában. Sok Camponotus faj is fertőzött Wolbachiával, egy endoszimbiontával, ez elterjedt a rovarok csoportjában.

### Kísérletek növényekkel

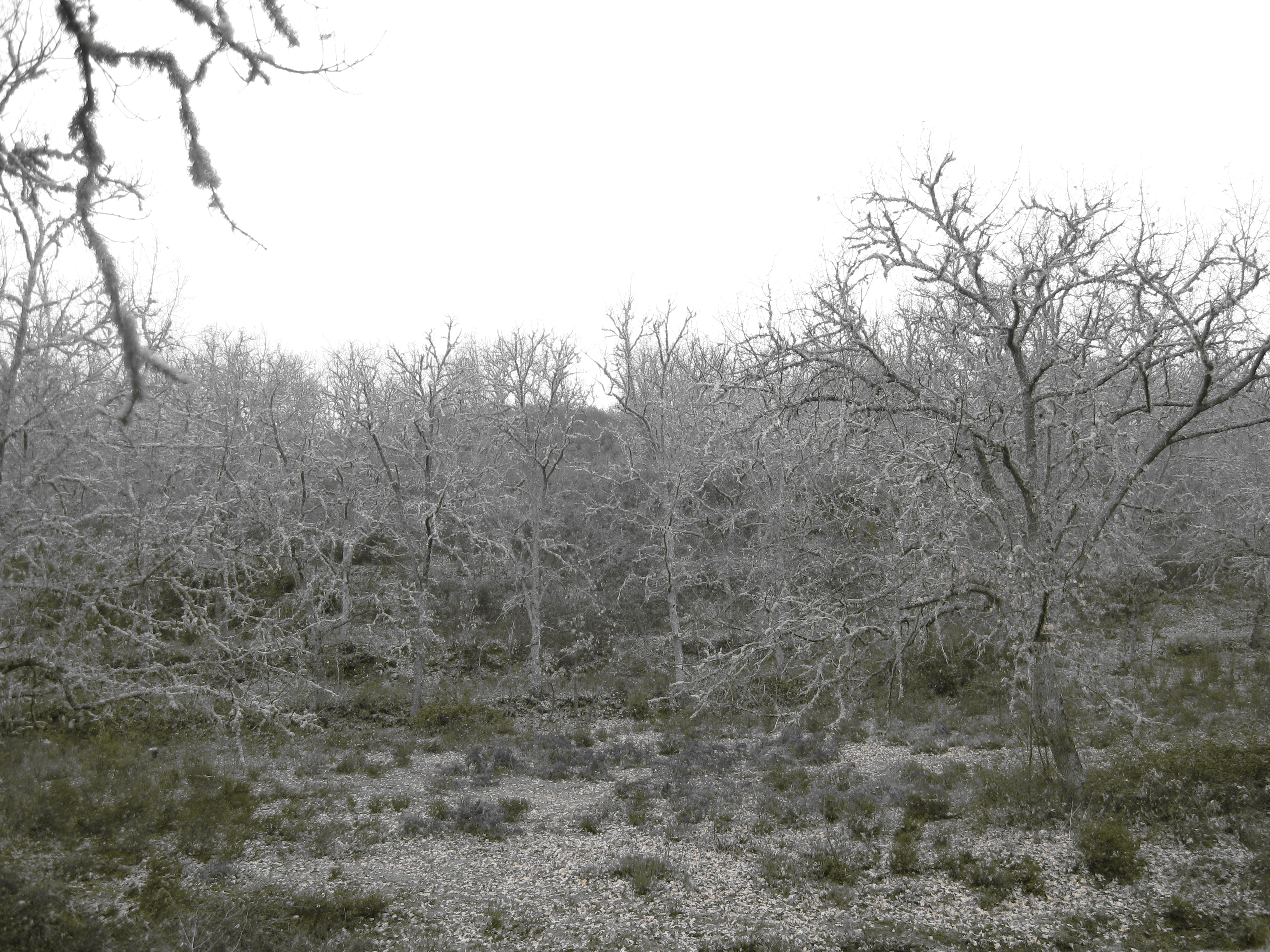
Zuzmók és fák szimbiózisa.

- Számos baktérium szimbiózisban él növényi kolonizációjuk során. Ezek közül sok patogén, de mások ismert növényi növekedést elősegítő baktériumok, amelyek biztosítják a gazdanövény alapvető élettani funkcióit, például a nitrogén megkötését, oldhatóságát ásványi anyagoknak, mint például a foszfornak, szintézisét növényi hormonoknak, közvetlenül javítják az ásványok felvételét, és védelmet nyújtanak a kórokozókkal szemben. PGPB-k képesek a növényi kórokozókkal szemben védekezni azáltal, hogy harcolnak az ökológiai fülkéért vagy gátló allél-kemikáliákat termelnek, vagy szisztémás rezisztenciát váltják ki a gazdanövényeknek a kórokozókkal szemben.

## A lelki működésre gyakorolt hatások

### Depresszió

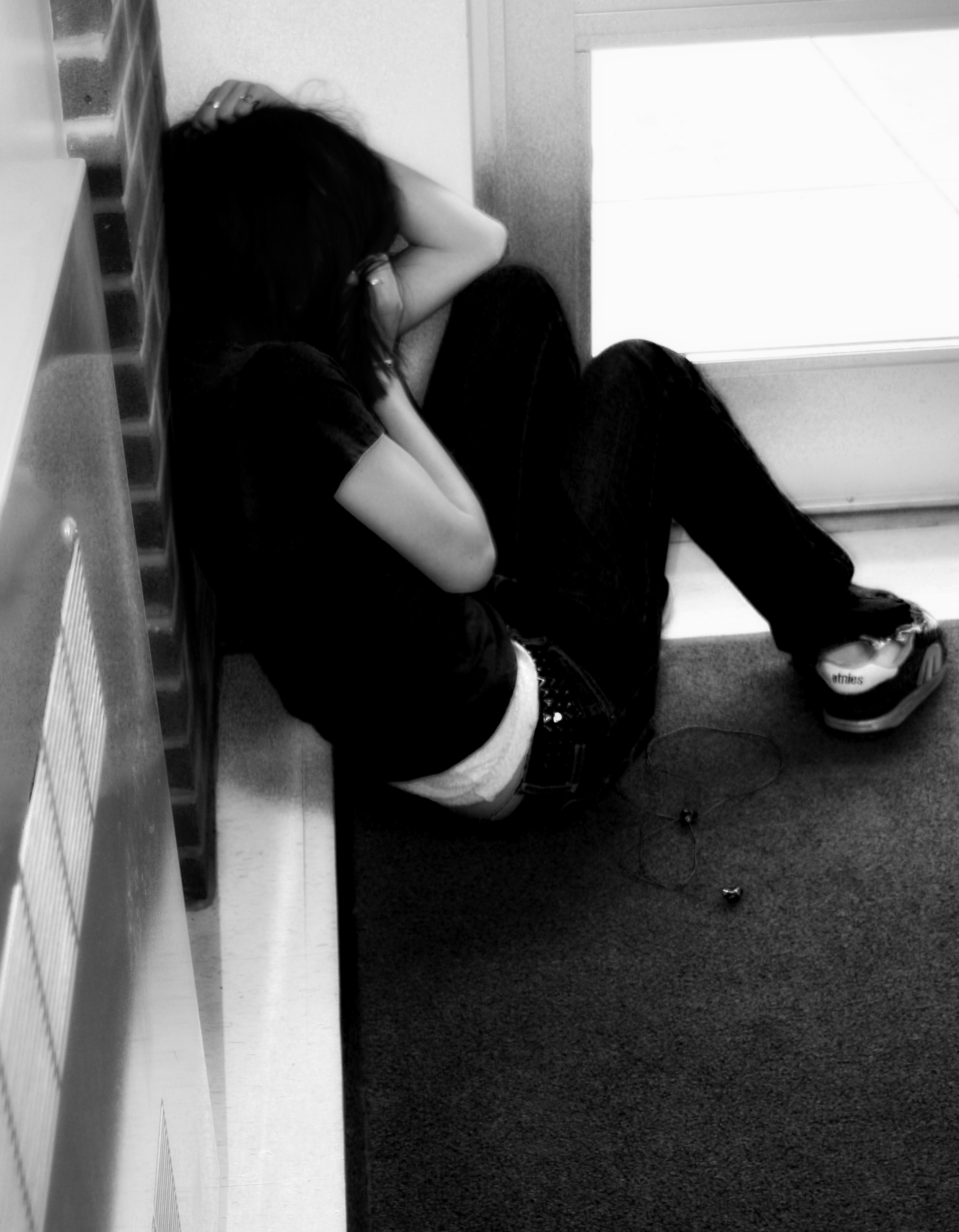
Depresszió

A mikrobák is szerepet játszanak a depresszió kialakulásában. A patogén baktérium, a Borrelia burgdorferi Lyme-kórt és ezzel együtt depressziót okoz, amely a fertőzöttek akár a 2/3-a minden esetben. A nem-patogén baktériumok is szerepet játszanak a depresszióban azokban az esetekben, ahol baktérium populáció száma lecsökken. 
Az egyik kísérleti depresszió modellben periodikusan szétválasztották az újszülött egereket anyjuktól.
Ezek az egerek szervezetükben szétválasztás után csökkenését mutatják a Lactobacillus és Bifidobacterium fajoknak, funkcionális bél rendellenességek jelentkeznek, fokozott a kortikoszteron (stressz hormon) szintje, fogyás, és nem képesek annyit úszni egy erőltetett úszási vizsgálatban, mint a kontroll egerek, jelezve viselkedésbeli kétségbeesésüket.
Az egereket Lactobacillussal kezelték, amelynek hatására csökkentek a kortikoszteron vérszintek és a bél rendellenességek. Humán betegek depresszióban kevésbé képesek megfelelően megemészteni a fruktózt, amelyhez társul a triptofántermelés csökkenése. Megszüntetése fruktóz diétával lehetséges, és a javult a depresszió is.

### Szorongás

Szorongás

A bélben élő mikrobák is szerepet játszanak a szorongásos zavarok kialakulásában. A szorongásos zavarokban szenvedő betegeknél gyakori a rendellenes bélflóra. A baktériumok közül a Campylobacter jejunit mutatták ki egerekben a szorongásos viselkedési zavarok okozójaként. Csíramentes egerek kevésbé mutatnak szorongásos viselkedést és kevésbé szelektívek NR2B mRNS expresszióra a centrális amygdalában, amely felelős lehet az anxiolitikus viselkedésért, mivel az NR2B antagonistáknak szorongásoldó hatása van az egerek viselkedésére. A viselkedés változásának az is oka lehet, hogy megnövekszik az agyi eredetű neurotróf faktor (BDNF) mRNS expressziója, amely esetleg indukálhatja a dentatus granuláris rétegeinek plaszticitását a hippocampusban. A hippocampus és a BDNF érintettek a memóriával kapcsolatban is. A bél baktériumok fokozott sokszínűségéhez kapcsolódóan kimutatták, hogy ez javítja mind a munka- és referencia-memóriát, valamint csökkenti a szorongásos viselkedést.

### Autizmus

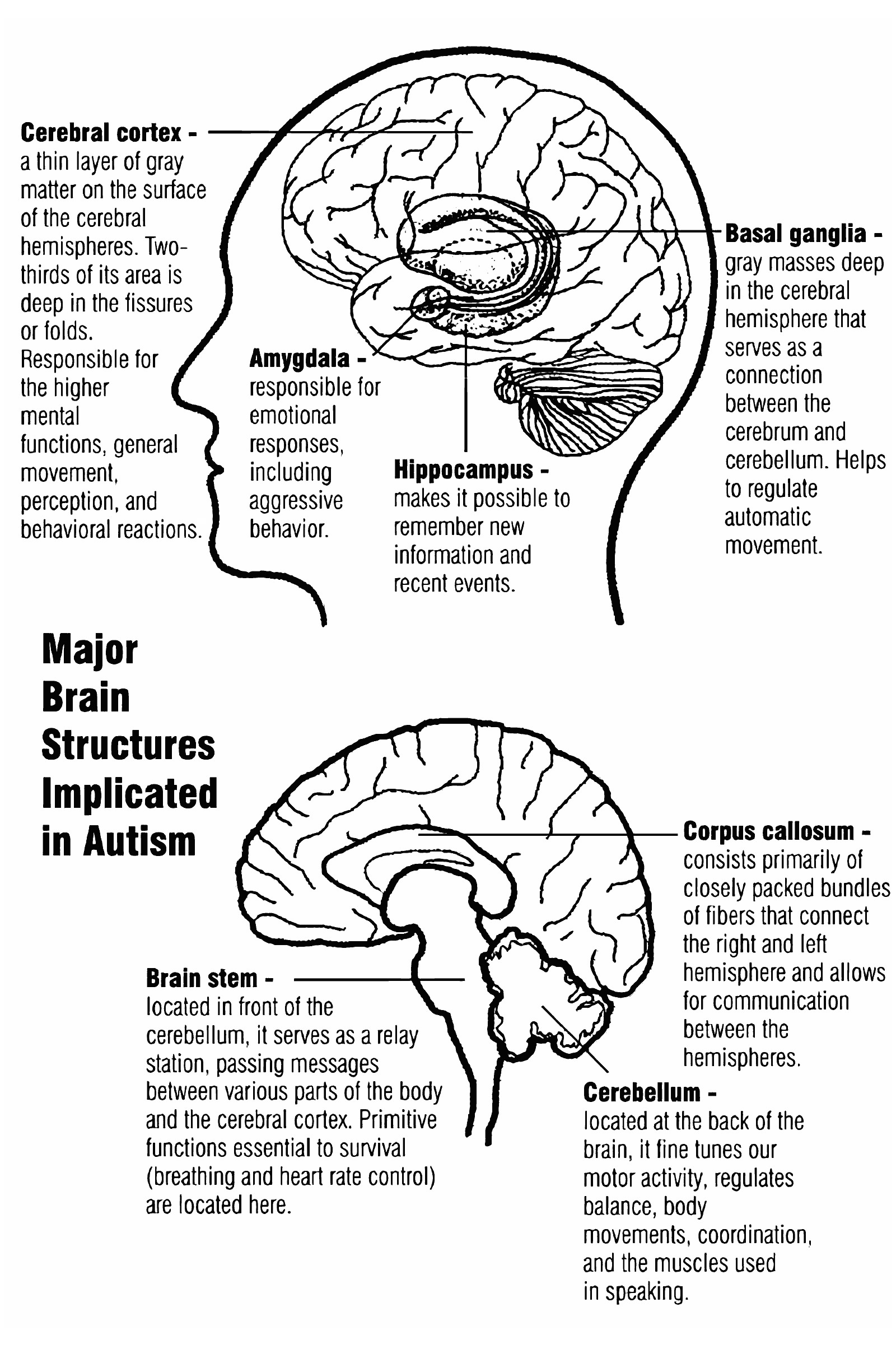
Autizmus elváltozásainak megjelenése az agyi struktúrákban.

Az autista populáció egyedi mikrobiom, amely többféle clostridium fajt is tartalmaz. Az autista gyerekek felében gyomor-bélrendszeri zavarokat találták, amelyek a Sutterella baktériummal kapcsolatosak, viszont ez teljesen hiányzik a nem autista gyerekek gyomor-bélrendszeri zavaránál. Bizonyított, hogy néhány gyermek késői kezdetű autizmusa antibiotikumok hatására, tüneteik megjelenésében enyhülést mutattak átmenetileg.

## A tápcsatornára gyakorolt hatások
Mikrobiom a neve azoknak a baktérium, gomba és archaea kolóniáknak, amelyek az emberen és az emberben élnek. Az csak a közelmúltban vált egyértelművé a tudósok számára, hogy milyen nagy a fontossága a mikrobiomnak a gazdaszervezet egészsége szempontjából. Az emberi emésztőrendszer több ezer baktérium fajtát tartalmaz, pontosabban 100 trillió baktériumból áll. A legújabb kutatások kimutatták, hogy a bélben élő mikroorganizmus fajok sokfélesége nagy hatással vannak az emberi egészségre. Bélbaktériumok egy csoportját összefüggésbe hozták különböző betegségekkel, beleértve a gyulladásos bélbetegségeket, az elhízást, a cukorbetegséget és szívbetegségeket.

### Három fajta béltípus
| Baktériumok az egészséges emberi colonban |                |
| Baktérium                                 | Incidencia (%) |
| Bacteroides fragilis                      | 100            |
| Bacteroides melaninogenicus               | 100            |
| Bacteroides oralis                        | 100            |
| Enterococcus faecalis                     | 100            |
| Escherichia coli                          | 100            |
| Enterobacter sp.                          | 40-80          |
| Klebsiella sp.                            | 40-80          |
| Bifidobacterium bifidum                   | 30-70          |
| Staphylococcus aureus                     | 30-50          |
| Lactobacillus                             | 20-60          |
| Clostridium perfringens                   | 25-35          |
| Proteus mirabilis                         | 5-55           |
| Clostridium tetani                        | 1-35           |
| Clostridium septicum                      | 5-25           |
| Pseudomonas aeruginosa                    | 3-11           |
| Salmonella enteritidis                    | 3-7            |
| Peptostreptococcus sp.                    | ?common        |
| Peptococcus sp.                           | ?common        |

### Étrend
Genetika és táplálkozás a legfontosabb befolyásoló tényezők a bélflóra szempontjából. A kutatások feltárták a mélyreható hatását az étrend megváltoztatásának. Tanulmányok kimutatták, hogy halak esetében mennél kevésbé változatos a diétájuk, annál nagyobb a sokfélesége a baktériumfajták számának a bélben, és fordítva. Ezek az eredmények az ellenkezője annak, amit vártak, mint azt feltételezték, hogy a halak etetése vegyes étrend estén egy nagyobb növényvilágának sokféleségét utánozná az étrend szempontjából. Azt gondolják a kutatók, hogy a szélesebb, sokszínű élelmiszerek előnyt adhatnak generális baktériumok rovására több speciális fajnak, amelynek speciális igényeiket is képesek kielégíteni. A humán vizsgálatban összehasonlították a városi olaszok változatos étrendjét, egy modern kori vadászó-gyűjtögető törzzsel Tanzániában egy megszorító diétával, hasonló eredményeket hozott a felmérés.

### Nemi hormonok

Nemek közti különbségek befolyásolják a bélbaktériumok viselkedését

Felfedezték, hogy a bélflóra különbözik a nemek szerint, mind a halakban, mind az emberben, még akkor is, ha a diéta azonos. Azt feltételezik, hogy a nemi hormonok befolyásolhatják a béltraktus flóráját nemek szerint. Ezek a különböző hatások a bélflórának egy új jelentőséget adhat a betegek kezelésében. Magában az étrendi változtatásokkal, valamint az ezen változtatások hatása után a bélflórát is figyelembe kell venni egyénre szabottan a terápia szempontjából.

### Jelátviteli molekulák

Szignál transzdukciós útvonalak

A kutatási eredmények azt bizonyítják, hogy egyes bélbaktériumok akár befolyásolhatják a táplálék kiválasztását vagy arról való lemondást az étkezési magatartások módosításával és étkezési szokások befolyásolásával, annak érdekében, hogy növeljék a számukra kedvező tápanyagokhoz jutást ahelyett, hogy egyszerűen fogyasztanák azt, ami a kínálatban van. A baktériumok kiválasztanak jelátviteli molekulákat a bélben, amelyek azután, kombinációjuk révén az endokrin- és idegrendszer viselkedési és fiziológiai válaszait módosítják.

### Vagus-stimuláció
A kutatások szerint a bélbaktériumok befolyásolhatják a vagus-stimulációt érintő táplálkozási döntéseket. Ezek közé tartozik a változó ízérzékelés, toxinok vagy kémiai jutalom, attól függően, hogy az élelmiszerek elfogyasztva befolyásolják a hangulatot és a közérzetet. Szerencsére a bélbaktériumok is gyorsan megváltoztathatók az étrend tudatos változtatásával, mérhető különbségek lehetnek 24 órán belüli étrendi változás után.

## Az emberi mikrobiom
Az emberi mikrobiom mintegy 100000000000000 mikroorganizmus sejtjéből áll, az aránya mikrobáknak az emberi sejtekhez viszonyítva 10 az 1-hez. Így jelentősen befolyásolják az emberi életműködést. Például, az egészséges mikrobióta egyének széles körében ismert az anyagcsere-funkciók hiánya. A beteg egyének megváltozott mikrobióta összetételéhez társított betegségek, mint például az újszülött kori nekrotizáló enterocolitis, a gyulladásos bélbetegségek és a vaginózis. Így az emberi mikrobiom tanulmányozása fontos feladata, egy ilyen már vállalt kezdeményezés a Human Microbiome Project és MetaHIT.

### Az emberi mikrobiom tanulmányozása

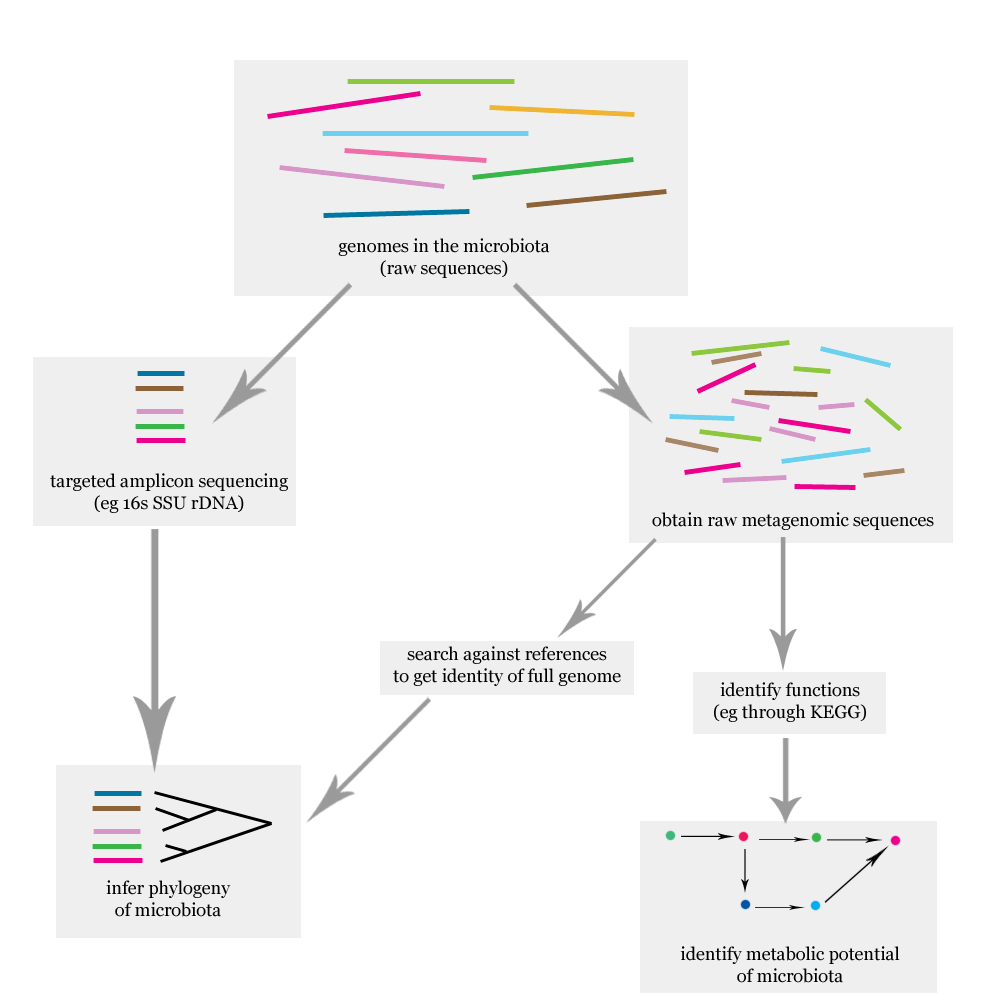
Mikrobiom analízis folyamatábrája

Az emberi testben élő mikrobák összessége a mikrobiom, amiben együttvéve 150-szer több idegen gén van, mint amennyi a sajátunk. A sejtek számát illetően tízszer több baktériumsejtünk van, mint emberi. Mindezek a tények helytállók annak ismeretében, hogy a test körülbelül 22-23 ezer emberi génjére 8 millió baktériumé jut. A testben élő mikrobák közössége nincs mindig harmóniában egymással és az emberi génekkel. Ezek az antagonizmusok időnként konfliktusokkal járnak, amelyek genetikai csatatérré változtatják az emberi szervezetet. E helyzetet tovább tarkítja az emberi genom megosztottsága, amely fele részben anyai, másik felében pedig apai, így ezek között is lehetnek konfliktusok. Úgy tűnik, nemcsak az emberi testet, de az elmét is a gének irányítják.

#### Egy alap mikrobiom adatbázis létrehozása, Humán Mikrobiom Projekt

##### Célja
Az egészséges emberi szervezet mikroszkópos vizsgálata kimutatta, hogy a mikrobiális sejtek többen vannak, mint az emberi sejtek, körülbelül 00:50 az arányuk. Egészen a közelmúltig azonban ez a gazdag közösség, amely szabályozatlanul hat az emberi fejlődésre, az életműködésre, az immunitásra és a táplálkozásra szinte teljesen ismeretlen a tudomány számára. Az NIH Közös Alapja a Humán Mikrobiom Projekt (HMP) azzal a küldetéssel jött létre, hogy a kutatási források lehetővé tegyék átfogó jellemzését az emberi test mikrobiotájának, és ezek elemzése derítse ki szerepüket az emberi egészség és betegség kialakításában. A HMP 5 éves projektje 150.000.000 $-ból finanszírozható.
A DNS-szekvenálás egy új kutatási területet hozott létre, az úgynevezett metagenomikát, amely így már átfogóan képes volt vizsgálni a mikrobiális közösségeket a nélkül, hogy laboratóriumban tenyészteni kellene azokat. A metagenomikai megközelítés lehetővé teszi a genetikai anyagok közvetlen vizsgálatát. A testünkkel együtt élő mikrobák összessége a mikrobiom, amiben együttvéve 150-szer több bakteriális idegen gén van, mint amennyi a sajátunk. A sejtek számát illetően megállapították, hogy tízszer több baktériumsejtünk van, mint humán. Ezek az adatok helytállóak annak ismeretében, hogy a test körülbelül 22-23 ezer emberi génjére 8 millió baktériumé jut.
Az Európai Bizottság által is finanszírozott Humán Mikrobiom Projekt keretében a St. Louis-i Washington Egyetem és a heidelbergi Európai Molekuláris Biológiai Laboratórium szakértőinek közös kutatása elsőként vizsgálta az ember emésztőszerveiben élő mikrobák genetikai sokféleségét. A mikrobium genetikai változatosságának feltárása magyarázatot adhat a kutatóknak arra a kérdésre, hogy a mikrobiális gének mind egymással, mind az emberi génekkel hogyan működnek együtt, mikor segítenek az egészség megőrzésében és mikor okoznak betegséget.

##### Első szakasz (2007-2012)
Hat kezdeményezése volt az első szakasznak, amely középpontjában a metagenomikai adatállományok és számítástechnikai eszközök fejlesztése volt a mikrobiom egészséges felnőttek és a korosztályok speciális, a mikrobiommal összefüggő betegségek jellemzésére. Etikai, jogi és társadalmi következményeinek (ELSI) kutatására programot hoztak létre, hogy megfeleljen az új és ismeretlen kérdések megválaszolására. Referenciakészlet kidolgozása a mikrobiális genom szekvenciáknak és az előzetes jellemzése az emberi mikrobiomnak.

##### Második szakasz (2013-2015)
Középpontjában egy kezdeményezés, amely megteremti az első integrált adatállományait a mikrobiom biológiai tulajdonságainak, a befogadó multi-omikai technológiák segítségével.

#### Mikrobiom és súlytalanság, Asztronauta Mikrobiom Program
A világűrben dolgozó űrhajósok lelkiállapotára bizonyítottan hatással vannak a speciális munkakörülményeik. Az asztronautákkal egy ökológiai közösségben élő mikroorganizmusok viselkedése néhány nap alatt megváltozhat a súlytalanság állapotában. Hosszabb távra, akár a 2020-ra tervezett Mars utazás esetén kardinális kérdés lehet az asztronauták mikrobiomjának viselkedése a földi körülményekhez képest, így például az egyébként nem patogén mikrobák, amelyek például az asztronauták immunrendszerének működéséhez elengedhetetlenek.
A szalmonella baktériumok kutatása a NASA két űrmissziója által felfedezett, kulcsfontosságú elemei a baktériumok betegséget okozó potenciáljának megismerésében. 
A Nemzetközi Űrállomáson (ISS) évek óta kísérleteket végeznek, és kiderítették, hogy a Salmonella typhimurium baktériumban, amely az emésztőrendszerrel kapcsolatos megbetegedésekért felelős, mindössze néhány napos súlytalanság után úgy változott meg az örökítőanyag, hogy a baktériumok virulensebbé váltak.
A szalmonellózisok eredményezik általában az élelmiszer-mérgezéseket, és az ezekhez kapcsolódó betegségeknek. Az amerikai Centers for Disease Control and Prevention (CDC, Járványügyi Ellenőrző és Megelőző Központ) mintegy 40 000 esetben szalmonella fertőzést jelent az Egyesült Államokban minden évben. "Ez a kutatás új területeket nyit meg a vizsgálatoknak, amelyek javítják az élelmiszerek kezelését, új terápiákat és védőoltásokat fedezhet fel az ételmérgezések ellen az emberiségnek a Földön, és védi az űrhajósokat az űrutazások során a fertőző betegségekkel szemben.".
A szalmonella-kísérleteket vizsgáló űrmisszió a Nemzetközi Űrállomáson 2006 szeptemberétől 2008-ig folytattak kutatásokat. A 2006-os kísérletek eredményei lehetővé tették a kutatók számára, hogy azonosítsák a molekuláris "kapcsolót", amely úgy tűnik, hogy a szalmonella válasza az űrrepülésre, amely nem figyelhető meg a hagyományos kísérletes körülmények között a Földön. A 2006-os eredmények azt mutatták, hogy a súlytalanság okoz egy rövid távú változást a szalmonellák virulenciájában. A baktériumok űrtérben virulensebbek voltak, mint a Földön. A 2008-as kísérlet eredményei megerősítették a 2006-osat, és bizonyította, hogy a változás a űrkörnyezetnek köszönhető.
A kutatócsoport által vezetett Cheryl Nickerson úgy találta, hogy az ion koncentrációjának változása az új környezetben ki kapcsolja a baktériumok növekedési kontrollját, amely növekvő virulenciát okoz az űrrepülés során. A kozmikus térben végzett kísérletek azt mutatják, hogy a mechanikai erők, "folyadékokra ható nyíró erők", ezáltal a mozgása a folyadékoknak úgy megváltoznak, hogy a szalmonellasejtek érzékelik azt, ez lehet drámai hatással a szalmonella kórokozó-potenciájára. A folyadékokra ható mikrogravitációs nyírási körülmények a belekben jelentkeznek.

### Mikrobiom-gazdaszervezete közötti interakciók a gyógyszer metabolizmusa során

#### Direkt mechanizmusok

##### Aktiváció
Béllumen: inaktív gyógyszer (prodrug - sulfalazaline) + mikróba-----> konvertálás ––––> aktív gyógyszer

##### Inaktiváció
Béllumen: aktív gyógyszer (digoxin) + Actinobacterium - Eggerthella lenta----> encoding detoxikáló enzim----> detoxikált gyógyszer.

##### Direkt kötödés
A béllumenben élő mikrobák közvetlenül kötődhetnek a gyógyszerekhez, veszélyeztetve ezáltal azok biológiai hozzáférhetőségét, pl levadopa ----> konvertálva dopaminná a béllumenben, így nem jut el az agyba a levodopa.

#### Indirekt mechanizmusok

##### Köztes anyagcsere-termékek
Néhány anyagcsereút lépesei megosztásra kerülnek a gazdasejt enzimei és azokat kódoló bélbaktériumok között, amely köztes anyagcsere termékekhez vezethetnek a patogenezisben; a legjobban ismert példa erre nem egy terápiás hatóanyag, hanem egy toxikus anyag, a melamin.

##### Immunválasz
A bél mikrobák hatással lehetnek a gyógyszerek hatékonyságára azáltal, hogy fokozzák a gazdaszervezet immunrendszerét, pl.: ciklofoszfamid hatására nő a bélpermeabilitás vezető mikrobák transzportját a Lamina propian keresztül a nyirokcsomókba.

##### Enterohepatikus-kör
A máj méregtelenítő folyamatai sok gyógyszer esetében glükuronsavhoz kötődnek, amely méregteleníti a gyógyszert és "címkézi" azt, hogy biztosítsa a szállítását a belekbe és az eliminálását a gyógyszernek. A gyomor-béltraktus mikrobái termelnek egy béta-glükuronidáz nevű enzimet, amely lehetővé teszi számukra, hogy lekössék a glukuronsavat, és aktiváljanak gyógyszereket, amely mérgezést okozhat, pl.: az irinotekán.

##### Megváltozott farmakokinetika
A gyomor-béltraktus mikrobiális metabolitjai versenyeznek a gyógyszerek enzim-kötőhelyeiért, amely változásokhoz vezet a gyógyszer hatásossága vagy toxicitása szempontjából, jó példa erre a paracetamol.

##### Megváltozott génexpresszió
A bélbaktériumok megváltoztathatják a máj-expressziót, amely kulcsfontosságú a gazda-szervezet enzimeinek a gyógyszer-anyagcserére kifejtett hatásának szempontjából, például a citokróm-P450-enzim, amely megváltoztathatja a gyógyszerek-hatékonyságát vagy toxicitását.

### Halál és az emberi mikrobiom
A szervezet mikrobái megérzik az elmúlás, a halál közeledtét. Ennek következménye az, hogy beszüntetik az addigi kooperációt, együttműködést az élő, végstádiumban lévő szervezettel, és ehelyett, saját maguk utolsó, gyors életben maradásuk érdekében – a gazdaszervezet ellen fordulnak. A hipotézis szerint a különösebb betegség (a látszólag ok nélkül bekövetkezett) nélküli halálozások egy része is a mikrobiommal magyarázható.

## Projektek

### Janus arcú mikrobiom
A nyugati civilizációtól elszigetelt dél-amerikai indián törzs mikrobiom genetikai vizsgálata szerint az érintetlen természetes körülmények között élő népcsoport baktériumflórája az eddigi legsokszínűbb emberi mikrobiomnak bizonyult. Bár korábban az indián törzs tagjai nem kaptak szintetikus antimikróbás szert, a mikrobiom genetikai elemzése során mesterséges antimikróbás szerekkel szembeni rezisztencia géneket is sikerült azonosítani.

## Következtetések
A testben élő komplex ökoszisztéma minden ember egészségének az alapja. Annak lehető legnagyobb épségben való megőrzéséhez létre kell hozni a környezettudatos gyógyszergyártást. A kutatók feladata olyan újfajta gyógyszerek kikísérletezése, amelyek szoros együttműködést fejtenek ki a mikrobiom egészség megőrzését támogató tagjaival. Felerősítik annak védő tevékenységét, és intenzív segítséget nyújtanak a patogén kórokozók eltávolításában.